# UDID
L'UDID est l'acronyme de Unique Device Identifier (ou identifiant unique de l'appareil). Il s'agit d'un identifiant unique à chaque appareil Apple qui est récupéré à partir des serveurs internes lorsqu'un utilisateur essaie d'activer l'appareil à l'aide d'iCloud ou de l'application de configuration. 
Cet identifiant est également utilisé par iTunes pour détecter le téléphone ou pour communiquer avec lui lors de la restauration du micrologiciel IPSW .

## Formats
Cet identifiant unique a été formaté de deux manières : pour les appareils introduits entre 2007 et 2018, il était représenté sous la forme d'un code hexadécimal à 40 chiffres en minuscules et pour les modèles d'appareils introduits après 2018, sous la forme d'un code hexadécimal à 25 chiffres en majuscules. Il n'est pas écrit sur le couvercle de l'appareil comme l'est l'IMEI, mais il peut être retrouvé depuis iTunes.

## Usage
Apple utilise généralement cet identifiant pour attribuer un identifiant Apple et un identifiant iCloud à l'appareil. Cela contient également le statut d'activation de Find My iPhone.
À partir d'iOS 11, le serveur de vérification d'Apple vérifiera l'UDID de l'appareil avant de pouvoir le configurer. Si l'UDID de l'appareil est mal formé ou n'est pas présent dans la base de données d'Apple, l'appareil ne peut pas être activé et se verra refuser l'accès au serveur de vérification. Si ledit appareil est connecté à iTunes, un message d'erreur apparaîtra indiquant que l'iPhone n'a pas pu être activé car "les informations d'activation n'ont pas pu être obtenues à partir de l'appareil".

## Calcul de l'identifiant
Pour les appareils commercialisés entre 2007 et septembre 2018, voici la formule :
```
UDID = SHA1 (série + ECID + wifiMac + bluetoothMac)
```

Tous les appareils commercialisés après 2018 utilisent la formule suivante :
```
UDID = SHA1 (série + IMEI + wifiMac + bluetoothMac)
```